# Lago Arenal
El lago Arenal es un embalse artificial situado en Costa Rica formado tras la construcción de una presa en 1979 aprovechando la existencia de un pequeño lago del mismo nombre.
El 7 de marzo de 2000 el lago Arenal y los humedales que lo rodean fueron designados sitio Ramsar. En 2010, la actividad volcánica del Arenal disminuyó después de 40 años de actividad y perdió su estatus como el volcán más activo del país.

## Ubicación
Se localiza cerca del volcán Arenal, parque nacional Volcán Tenorio y del bosque nuboso de Monteverde en las coordenadas 10°32′N 84°56′O / 10.53, -84.93. Las ciudades de  Tilarán y La Fortuna, en las provincias de Guanacaste y Alajuela respectivamente, son las más grandes e importantes en sus cercanías.

## Geografía
Por su superficie, es el mayor lago del país. Mide aproximadamente 30 km de largo y casi 5 km en su punto más ancho, con un área de 87.8 kilómetros cuadrados.
Su profundidad varía entre 30 y 60 metros, dependiendo de la temporada.

## Importancia
El lago Arenal es el punto clave en el que se fundamenta un ambicioso proyecto de generación de energía hidroeléctrica en Costa Rica y actualmente produce energía para gran parte del país. Además éste lago se considera de alto valor turístico en la región y es aprovechado actualmente para el disfrute de deportes acuáticos  como el kayak. 
Durante su construcción, las comunidades de Arenal Viejo y Tronadora fueron inundadas totalmente cuando se realizó la expansión del lago.

## Fauna
Principalmente existe dos especies de peces predominantes en el lago, el pez sabalete y el guapote. Entre los pájaros más comunes en el lago se encuentran el colibrí y el pájaro carpintero, además del tucán y tucancillo.
Los extensos bosques lluviosos y nubosos que crecen en los alrededores del lago contribuyen a "alimentarlo" proporcionándole lluvias. Los bosques de la región dan cobijo a una rica biodiversidad compuesta por alrededor de 2000 especies de plantas, 120 especies de mamíferos y unas 300 especies de aves. Se destaca la presencia del jaguar, del quetzal y del danto.

## Galería de imágenes

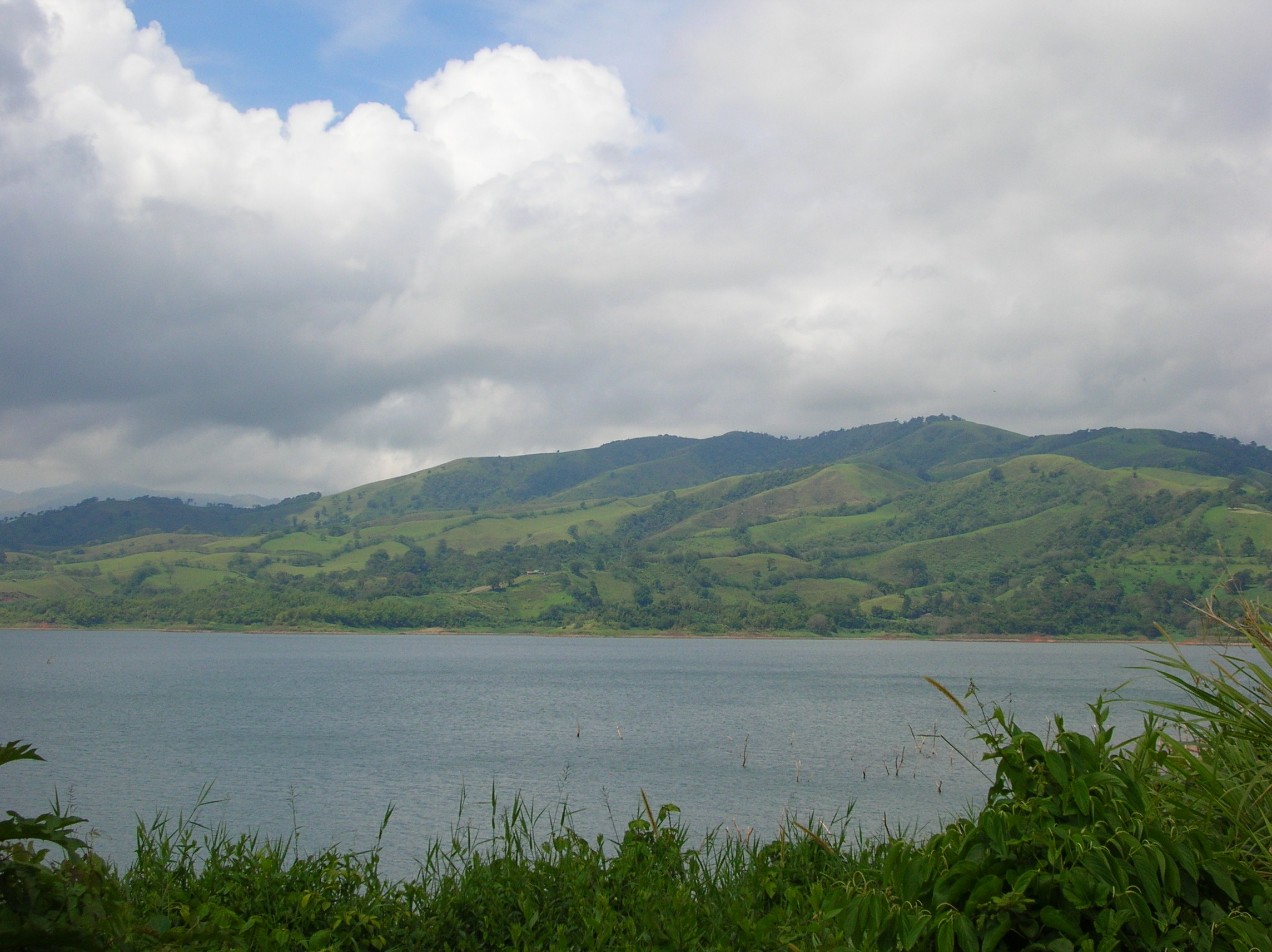
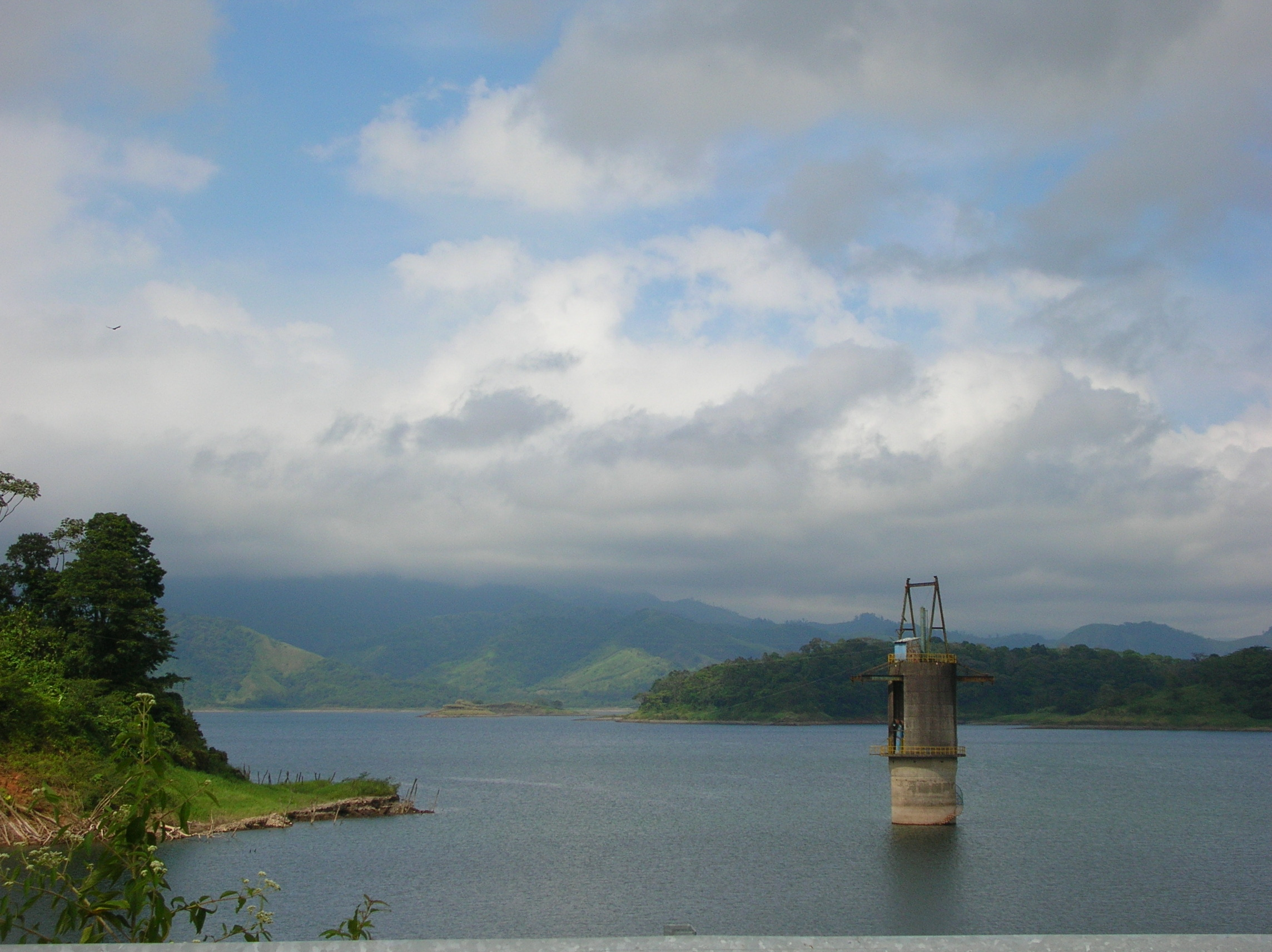
Hidro-electricidad en el lago Arenal.
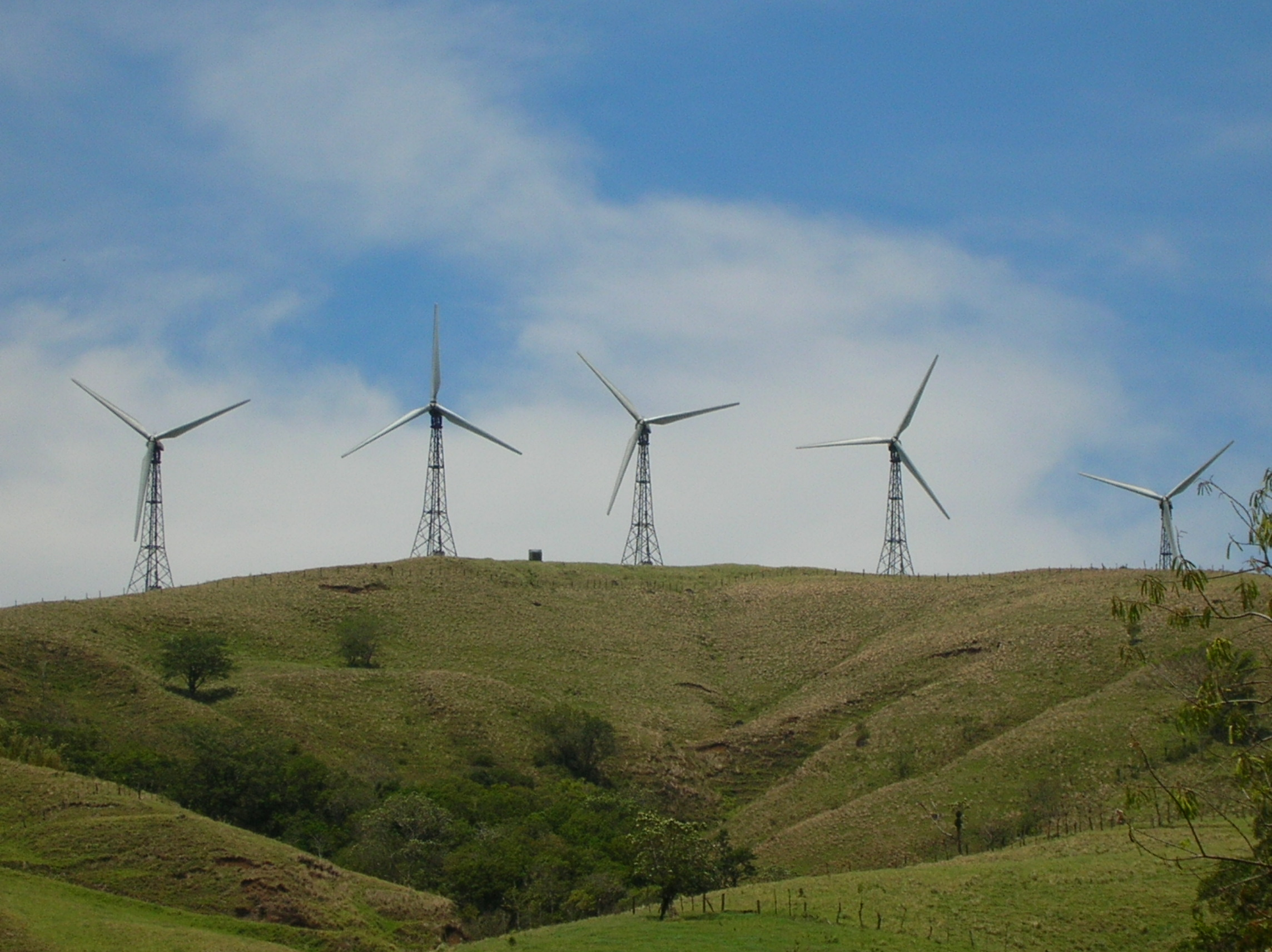
Planta de energía eólica en Tierras Morenas, cerca del lago Arenal.
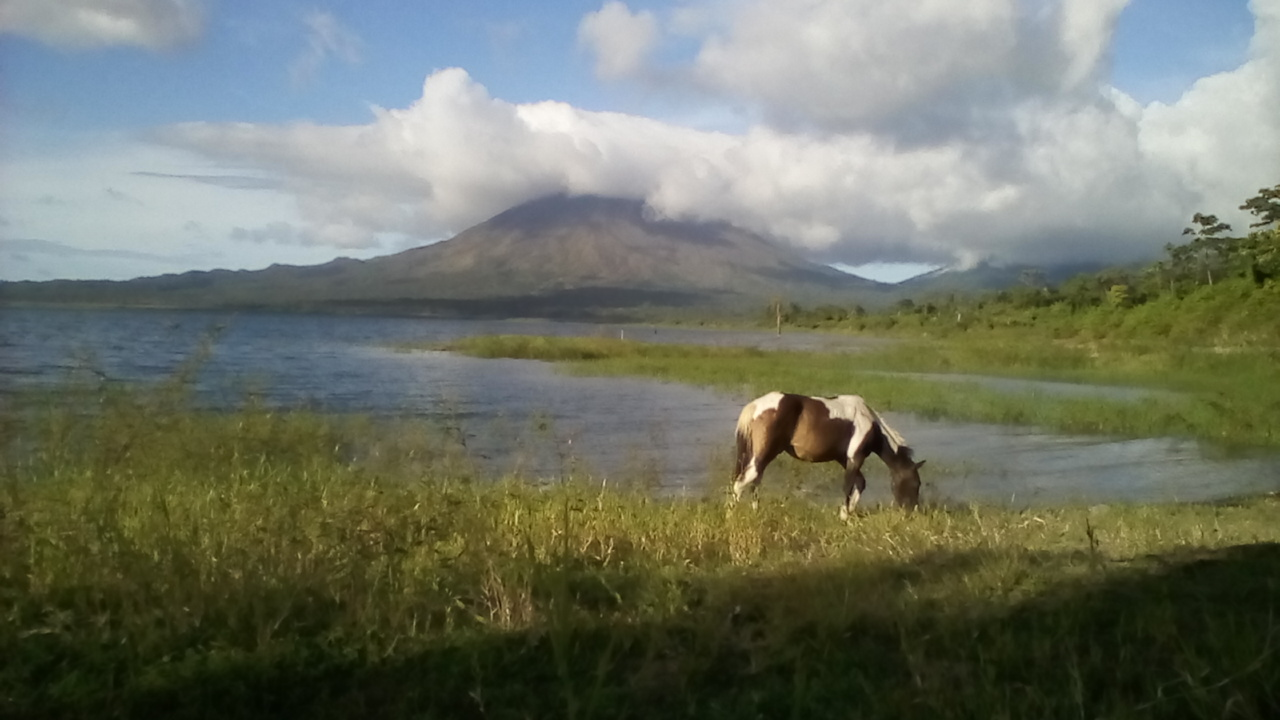
Caballo pastando en la orilla del lago con el volcán Arenal en el fondo.
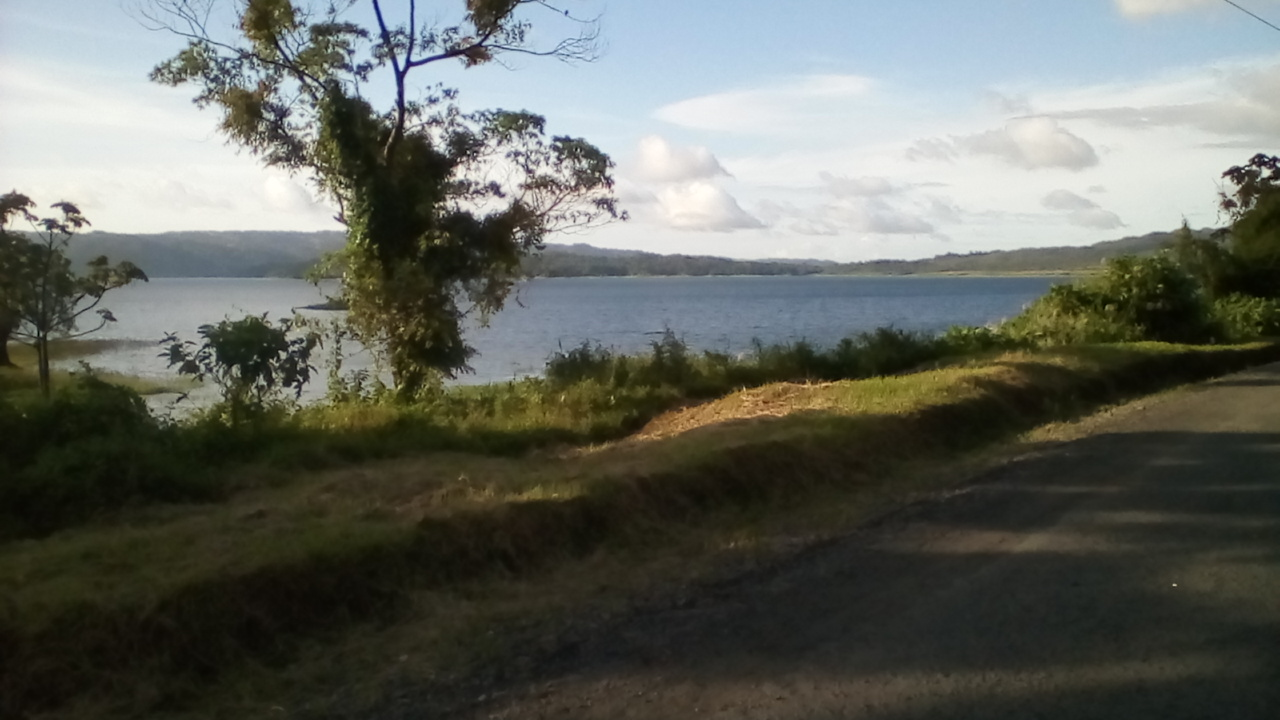
Vista del lago desde el poblado de El Fósforo, en la orilla suroriental.

Vista panorámica del lago.